# Thurnau
Thurnau est une commune de Bavière (Allemagne) située dans l'arrondissement de Kulmbach dans le district de Haute-Franconie.

## Historique

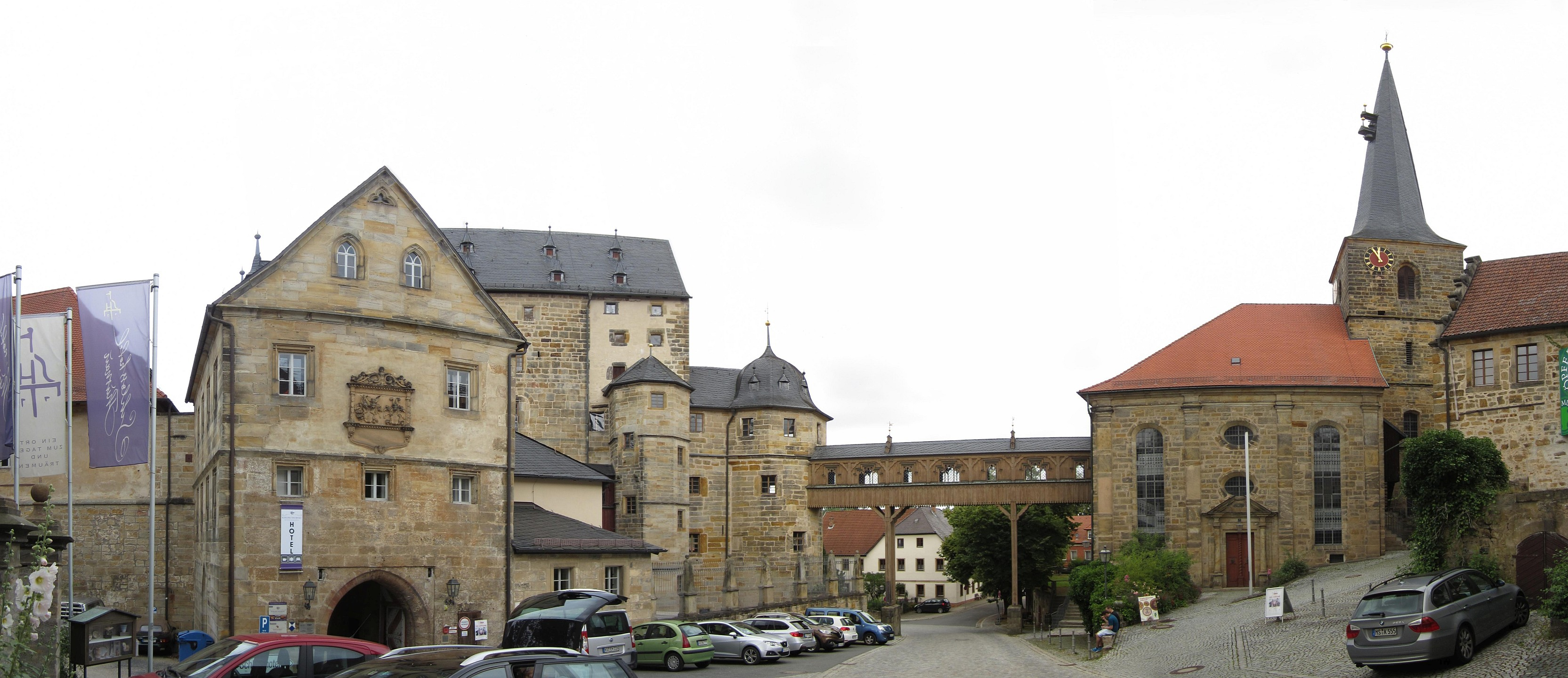
Schloss Thurnau avec St.-Laurentius-Kirche.

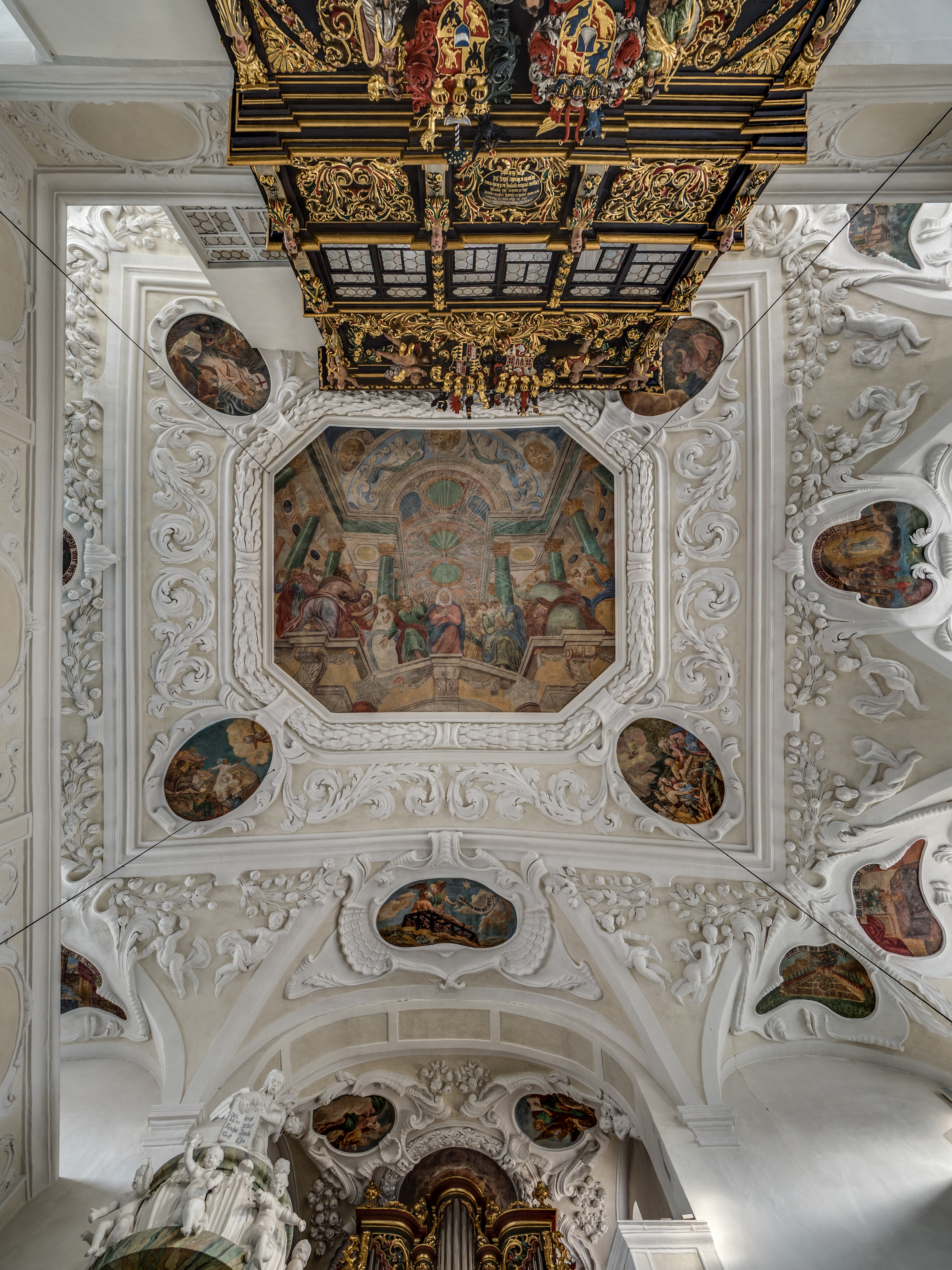
Plafond de l'église protestante St.-Laurentius à Thurnau.

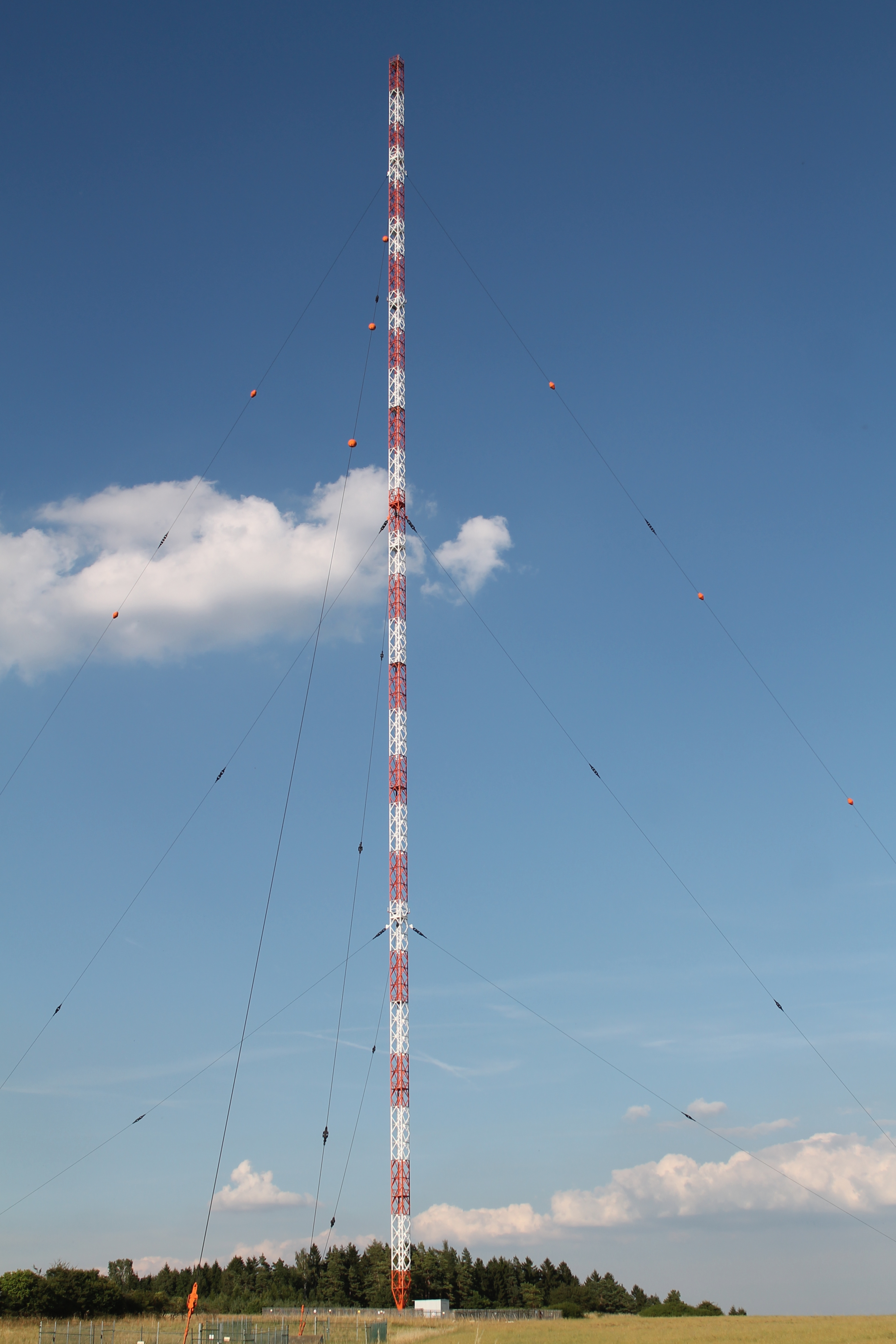
Émetteur de Thurnau.

Près de Thurnau, il y a un émetteur d'ondes moyennes avec un pylône d'une hauteur de 240 mètres isolé contre la terre, construit en 1980.

## Personnalités liées à la ville
- Georg August Goldfuss (1782-1848), paléontologue né à Thurnau.
- Carl von Linde (1842-1934), ingénieur né à Berndorf.
- Christian Bartholomae (1855-1925), linguiste né à Thurnau.